# デュゴング (潜水艦)

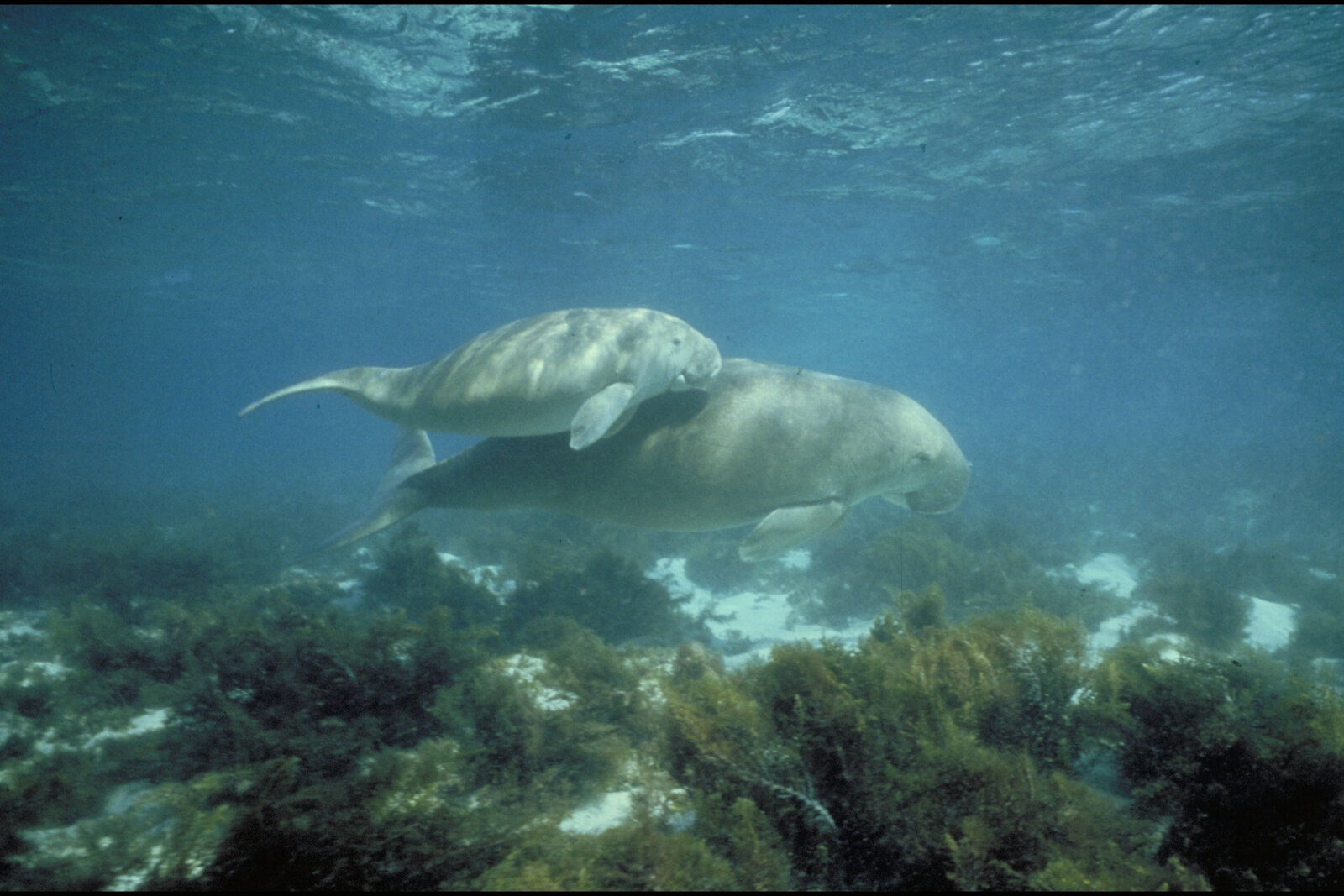
ジュゴン（Dugong）

デュゴング (USS Dugong, SS-353) は、アメリカ海軍の潜水艦。バラオ級潜水艦の一隻。
艦名はジュゴンに因む。
デュゴングの建造は1944年10月23日に取り消された。